# Cazaquistão nos Jogos Paralímpicos
O Cazaquistão participou pela primeira vez dos Jogos Paralímpicos em 1996, e enviou atletas para competirem em todos os Jogos Paralímpicos de Verão desde então. Em relação aos Jogos Paralímpicos de Inverno, a primeira participação do Cazaquistão foi em 1994 e tem participado de todas as edições desde então.